# Sebastian Aulich
Sebastian Aulich (ur. 28 maja 1978) – polski judoka.
Były zawodnik klubów: UKS Ippon MDK Kutno (1992-1994), WTJ Włocławek (1994), KS AZS-AWF Warszawa (1996-2005). Brązowy medalista mistrzostw Polski seniorów 1998 w kategorii do 75 kg. Ponadto m.in. wicemistrz Polski juniorów 1996 w kategorii do 65 kg.